# Sassegnies
Sassegnies település Franciaországban, Nord megyében. Lakosainak száma 258 fő (2022. január 1.). Sassegnies Berlaimont, Leval, Locquignol és Noyelles-sur-Sambre községekkel határos.

## Népesség
A település népessége az elmúlt években az alábbi módon változott:
| Lakosok száma | 275  | 277  | 278  | 269  | 264  | 259  | 261  | 260  | 258  |
|               | 2013 | 2015 | 2016 | 2017 | 2018 | 2019 | 2020 | 2021 | 2022 |